# 미올비늘치과
미올비늘치과(Neoscopelidae)는 샛비늘치목에 속하는 조기어류과의 하나이다. 전세계의 열대 및 아열대 바다에서 발견된다. 미올비늘치(Neoscopelus microchir) 등을 포함하여, 3개 속에 6종이 알려져 있다. 몸길이는 보통 20cm와 30cm 사이이다.

## 하위 속
미올비늘치과는 다음과 같이 분류한다.
- Neoscopelus
- Scopelengys
- Solivomer